# Встреча на Эльбе (фильм)
«Встре́ча на Э́льбе» — советский художественный фильм о начале истории взаимоотношений США и СССР в послевоенной Германии на примере двух городов и их комендантов, а также о кознях ЦРУ против СССР.
В СССР фильм стал лидером проката 1949 года — его посмотрели 24,2 миллиона зрителей. За этот фильм авторы сценария, режиссёр-постановщик Григорий Александров и исполнители главных ролей — дебютант Владлен Давыдов, Михаил Названов и Любовь Орлова — были удостоены в 1950 году Сталинской премии первой степени.
В 1965 году фильм был «восстановлен» на киностудии «Мосфильм» (перемонтаж отдельных сцен, переозвучка; реж. Тамара Лисициан, звукооператор В. Ладыгина).

## Сюжет

Джеймс Хилл — Михаил Названов

Апрель 1945 года. В немецком городе Альтенштадте, разделённом надвое Эльбой, передовые части Красной армии встречаются с войсками США. Восточная часть города становится советской зоной оккупации, западная — американской. Коменданты советского и американского секторов — майор Кузьмин и майор Джеймс Хилл, бывший до войны школьным учителем — общаются как добрые соседи. Но постепенно набирает обороты холодная война.
Генерал-бизнесмен Мак-Дермот организует планомерное ограбление оккупированной союзниками территории, в то время как в советском секторе делается всё, чтобы облегчить жизнь обездоленных войной немцев. 
Бургомистр города, не доверяя русским, бежит из восточной его части в западную, но, возмущенный социальной и расовой несправедливостью, царящей в американском секторе, возвращается.
Тем временем в советской зоне оккупации раскрывают нацистский заговор, организованный американцами. Джеймс Хилл пытается помешать нацистам, помня, что это их общий враг, но сталкивается с эмиссаром ЦРУ — женщиной, выдающей себя за журналистку. После провала операции она покидает Германию, обещая Хиллу сделать из него «настоящего американца». 
В финале уже разжалованный Хилл встречается с Кузьминым на мосту через Эльбу, но мост символично разводят. Кузьмин говорит: «Помните, Джеймс: дружба народов России и Америки — это самый важный вопрос, который стоит сейчас перед человечеством».

## История создания
Фильм о встрече на Эльбе советских и американских войск снимался уже в годы холодной войны, когда бывшие союзники стали непримиримыми врагами, — снимался в соответствии с пропагандистским идеологическим заказом советского государства, был построен на привопоставлении жизни на оккупированных территориях, в советском и американском секторах. Как и вышедший двумя годами раньше «Русский вопрос» Михаила Ромма, фильм Александрова должен был, с одной стороны, разоблачать поджигателей войны, с другой — проповедовать дружбу народов.

### Съёмки
Естественной декорацией для съёмок фильма, изображающей немецкий город Альтенштадт, послужили города Восточной Пруссии Кёнигсберг и Тильзит. В начале мая 1948 года в Кёнигсберг приехали Григорий Александров и оператор Эдуард Тиссэ; город лежал в руинах. Актёр Владлен Давыдов вспоминал: «Многие дома были без крыш, без окон. Когда на эти дома падал лунный свет, то они со своими выбитыми окнами напоминали черепа с пустыми глазницами». Тяжёлое впечатление произвёл Кёнигсберг и на актёра Андрея Файта: «Город был мертв. [...] Вокруг на целые километры простирались развалины. Три года прошло с тех пор, как отгремели здесь последние залпы. [...] Больше всего меня поразил вокзал — замершие поезда, рухнувший на них переходный мост. Остановились часы — пять минут третьего». 
Несколько сцен, для которых потребовалась неразрушенная городская натура, были сняты в Риге; в частности, в фильм попали корпуса завода ВЭФ, главный вход на Братское кладбище с фигурами склонённых всадников, собор св. Петра, Академия художеств и Домская площадь (например, в сцене открытия восстановленного памятника Гейне).
Для массовых сцен съёмочная группа привлекала как местных жителей, так и обитателей расположенного поблизости лагеря для военнопленных.

## В ролях
| Актёр                   | Роль                                                        |
| ----------------------- | ----------------------------------------------------------- |
| Владлен Давыдов         | советский военный комендант майор (позже полковник) Кузьмин |
| Константин Нассонов     | член военного совета Маслов                                 |
| Борис Андреев           | сержант Егоркин                                             |
| Любовь Орлова           | американская разведчица журналистка Джанет Шервуд           |
| Михаил Названов         | майор Джеймс Хилл                                           |
| Иван Любезнов           | сержант Гарри Перебейнога                                   |
| Владимир Владиславский  | генерал Мак-Дермот                                          |
| Фаина Раневская         | миссис Мак-Дермот                                           |
| Андрей Петров           | советский офицер                                            |
| Андрей Файт             | скрывающийся под фамилией антифашиста Краузе нацист Шранк   |
| Юрий Юровский           | профессор Отто Дитрих                                       |
| Геннадий Юдин           | Курт Дитрих                                                 |
| Эраст Гарин             | капитан Томми                                               |
| Сергей Ценин            | сенатор Вудд                                                |
| Виктор Кулаков          | Эрнст Шметау                                                |
| Лидия Сухаревская       | Эльза Шметау                                                |
| Николай Никитич         | Шульц                                                       |
| Рина Зелёная            | немка с велосипедом                                         |
| Харий Авенс             | американец                                                  |
| Евгений Калужский       | генерал в посольстве (нет в титрах)                         |
| Михаил Воробьёв         | эпизод (нет в титрах)                                       |
| Ирина Шаляпина-Бакшеева | эпизод (нет в титрах)                                       |

## Съёмочная группа
- Сценарий — Братья Тур (Леонид Тубельский, Пётр Рыжей),
Лев Шейнин
- Режиссёр-постановщик — Григорий Александров
- Оператор-постановщик — Эдуард Тиссэ
- Художник-постановщик — Алексей Уткин
- Композитор — Дмитрий Шостакович
- Звукооператор — Сергей Минервин
- Режиссёр — Павел Арманд
- Монтаж — Ева Ладыженская
- Оператор — Антонина Эгина, Виктор Домбровский
- Художник — Юрий Волчанецкий
- Художник-гримёр — Вера Рудина
- Звукооформление — Раиса Лукина
- Текст песен — Евгений Долматовский, Василий Лебедев-Кумач
- Дирижёр — Арнольд Ройтман, Александр Цфасман
- Директор картины — Игорь Вакар

## Фестивали и премии
- 1949 — МКФ в Братиславе, приз Григорию Александрову
- 1949 — МКФ в Готвальдове, приз Григорию Александрову, Золотой значок Владлену Давыдову
- 1950 — Сталинская премия I степени Григорию Александрову, Владлену Давыдову, Михаилу Названову, Любови Орловой, Эдуарду Тиссэ, Алексею Уткину
- 1950 — МКФ в Марианских Лазнях, приз Григорию Александрову
- 1990 — МКФ в Берлине, ретроспектива «1945 год»
- 1991 — МКФ в Берлине, ретроспектива «Холодная война»

## Видео
С 1980-х годов фильм выпускался на видеокассетах. В середине 2000-х годов отреставрирован и выпущен на DVD.